# Antal Kovács
Antal Kovács (* 28. květen 1972 Paks, Maďarsko) je bývalý maďarský zápasník–judista, olympijský vítěz z roku 1992.

## Sportovní kariéra
S judem začal v 11 letech pod vedením Józsefa Fodora v rodeném Paksu. Od svých 14 let se připravoval pod vedením László Hangyási. Od mala poutal pozornost vysokou postavou. Ve svých čtrnácti měřil 193 cm a v dospělém věku přes dva metry. V maďarské seniorské reprezentaci se objevil poprvé v roce 1991 v polotěžké váze do 95 kg. Jeho výškové výhody využil v přípravě na olympijskou sezonu 1992 šéftrenér maďarské reprezentace Ferenc Moravetz. Výšková převaha se nejlépe projevila ve čtvrtfinále olympijského turnaje v Barceloně proti obhájci zlaté olympijské medaile Brazilci Aurélio Miguelovi, kterého si nepustil k tělu a porazil technikou uči-mata na wazari. V semifinále vybodoval technikou o-uči-gake na juko Nizozemce Theo Meijera a ve finále se nenechal chytit do submise v boji na zemi od Brita Raye Stevense a po dvou juko za techniku uči-mata vybojoval zlatou olympijskou medaili.
V roce 1993 navázal na úspěšný olympijský rok 1992. Od roku 1994 ho v přípravě na vrcholné turnaje provázely zdravotní komplikace a v kombinaci s náročným studiem vysoké školy ekonomické v Pécsi šla jeho výkonnost dolů. Příprava na olympijské hry v Atlantě se však vydařila. V úvodním kole sice podlehl v boji na zemi Poláku Pawłu Nastulovi, ale přes opravy se probojoval do souboje o třetí místo proti Francouzi Stéphanu Traineau a obsadil páté místo. V roce 2000 se kvalifikoval na olympijské hry v Sydney výbornými výsledky ve světovém poháru, ale na vrcholné sportovní akci jako v předchozím roce 1999 výsledkově vyhořel. Jeho cestu za olympijskou medailí zastavil ve druhém kole Izraelec Ariel Ze'evi.
V roce 2001 po letech nezdaru prolomil smůlu ziskem druhého místa na mistrovství světa v Mnichově a jako jediný judista v polotěžké váze zvládal zápasy s fenomenálním japonským judistou Kóseiem Inouem, které během jeho největší slávy 1999 až 2003 dvakrát porazil. Na olympijských hrách v Athénách v roce 2004, ale s Inouem v úvodním kole prohrál minimálním rozdílem na koku. Sportovní kariéru ukončil v roce 2006. Věnuje se trenérské práci v domovském klubu Atomerőmű Sportegyesület.
Antal Kovács byl pravoruký judista, jeho osobní technikou byla uči-mata a další noži techniky (aši-waza). V pozdějším věku utočil častěji technikou sumi-gaeši.

## Výsledky

### Váhové kategorie
| Turnaj             | 1989 | 1990           | 1991           | 1992           | 1993           | 1994           | 1995           | 1996           | 1997           | 1998           | 1999           | 2000           | 2001           | 2002           | 2003           | 2004           | 2005           |
| Turnaj             | 17   | 18             | 19             | 20             | 21             | 22             | 23             | 24             | 25             | 26             | 27             | 28             | 29             | 30             | 31             | 32             | 33             |
| Turnaj             |      | polotěžká váha | polotěžká váha | polotěžká váha | polotěžká váha | polotěžká váha | polotěžká váha | polotěžká váha | polotěžká váha | polotěžká váha | polotěžká váha | polotěžká váha | polotěžká váha | polotěžká váha | polotěžká váha | polotěžká váha | polotěžká váha |
| ------------------ | ---- | -------------- | -------------- | -------------- | -------------- | -------------- | -------------- | -------------- | -------------- | -------------- | -------------- | -------------- | -------------- | -------------- | -------------- | -------------- | -------------- |
| Olympijské hry     |      |                |                | 1.             |                |                |                | 5.             |                |                |                | úč.            |                |                |                | úč.            |                |
| Mistrovství světa  | —    |                | —              |                | 1.             |                | úč.            |                | —              |                | úč.            |                | 2.             |                | —              |                | —              |
| Mistrovství Evropy | —    | —              | —              | 3.             | 3.             | úč.            | 5.             | 7.             | —              | úč.            | úč.            | —              | úč.            | 3.             | 3.             | 2.             | úč.            |
| MS juniorů         |      | —              |                | 2.             |                |                |                |                |                |                |                |                |                |                |                |                |                |
| ME juniorů         | úč.  | ?              | 3.             | —              |                |                |                |                |                |                |                |                |                |                |                |                |                |

### Bez rozdílu vah
| Turnaj             | 1989 | 1990 | 1991 | 1992 | 1993 | 1994 | 1995 | 1996 | 1997 | 1998 | 1999 | 2000 | 2001 | 2002 | 2003 | 2004 | 2005 |
| Turnaj             | 17   | 18   | 19   | 20   | 21   | 22   | 23   | 24   | 25   | 26   | 27   | 28   | 29   | 30   | 31   | 32   | 33   |
| ------------------ | ---- | ---- | ---- | ---- | ---- | ---- | ---- | ---- | ---- | ---- | ---- | ---- | ---- | ---- | ---- | ---- | ---- |
| Mistrovství světa  | —    |      | —    |      | —    |      | —    |      | —    |      | —    |      | —    |      | —    |      | —    |
| Mistrovství Evropy | —    | —    | —    | —    | —    | —    | —    | —    | —    | —    | —    | —    | —    | —    | —    | 3.   | —    |